# مطبان
مطبان (بالصومالية: Madhibaan) أو مدبان أو مديبان أو مطيبان ويعود الاسم إلى الشيخ محمد مطبي (بالصومالية: Sheekh Maxamed Madhibe) هي عشيرة صومالية في القرن الأفريقي.
عمل المنتسبون إلى المطبان تقليديًا في الصيد والحرف اليدوية التي تشمل أعمال الحديد وإنتاج وبيع السلع مثل الأسلحة والمنتجات الجلدية والمنسوجات والحلي الفضية، كما أنهم عملوا كذلك في الجراحة والطب التقليدي، والزراعة. وكانوا أيضًا من البدو الرحل ويمارسون التجارة. وامتد نفوذهم عبر منطقة القرن الأفريقي، مما يعكس تأثيرهم الكبير على المجتمع الصومالي والمشهد الاقتصادي والثقافي للمنطقة برمتها.

## أصل الكلمة
يُعتقد أن اسم "مطِبان" يعود إلى الجد الذي تنحدر منه القبيلة وهو الشيخ مطبي (بالصومالية: Madhibe) (تعني غير مؤذي) الذي كان معروفًا بطبيعته المسالمة وعدم إزعاج الناس.
اسم مِدجان هو المصطلح المستخدم على نطاق واسع للإشارة إلى قبيلة مطبان في الأدب التاريخي. وهناك نظريات مختلفة حول معنى "مِدجان". وقد وثق ريتشارد بيرتون الاسم بمعنى "يد واحدة (متوسطة) (gaan)." ومع ذلك، يبدو من المرجح أن الجزء الثاني من المصطلح يشير إلى كلمة gane، وهي جمع ganeyyaal، وتعني "الرماة".

## التوزيع الجغرافي
المطِبان جزء من المجموعة العرقية الصومالية القاطنة في شرق أفريقيا، وخاصة في الصومال، وإثيوبيا، وشمال شرق كينيا، وجيبوتي.

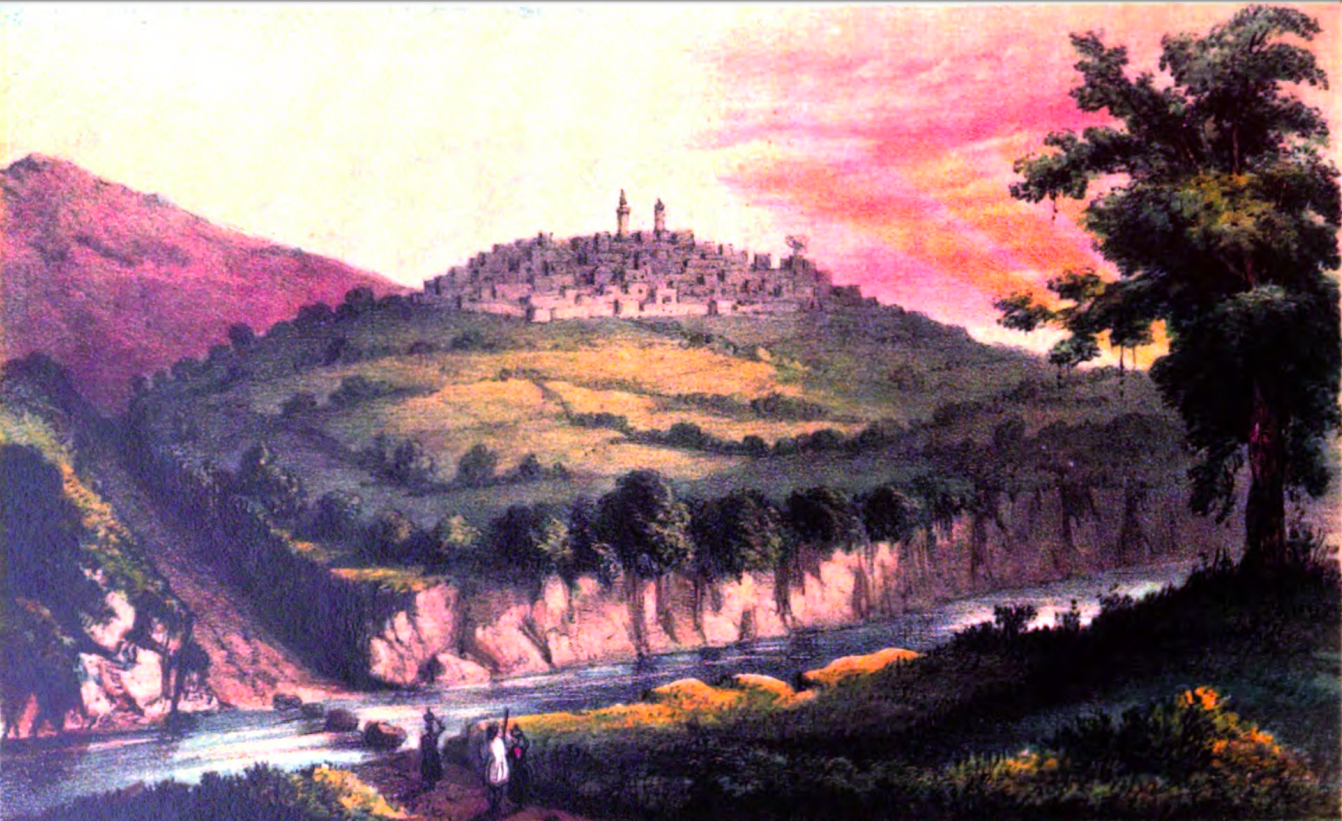
هرر

"مَطِبان في هرر" (1857) ورد في مجلة The Irish Quarterly Review، ملخص لكتاب الخطوات الأولى في شرق إفريقيا بقلم آر إف بيرتون:
عند ممر في جبل كوندودو، حاول حشد من رماة الرماح من غالا اعتراض طريقه، وفرض رسوم على أمتعته، لكنه نجح في المرور من خلالهم دون أن يصاب بأذى، ووصل أخيرًا إلى ضواحي مدينة هرر. هنا سهل كبير مترامي الأطراف مرصع بقرى قبيلة مِدجان؛ وتنتشر على جانبي الطريق بساتين الليمون والموز والرمان؛ وتظهر النساء على جانب الطريق يبِعنَ السمن والقطن وغيرها من السلع، وتظهر الجدران والمنازل ذات الشرفات البنية في المدينة، بمآذنها القليلة، يمكن رؤيتها من مناطق بعيدة.
في مطِبان في هرر (1998) يقول عبد الرحمن جراد:
وفي بعض الأحياء، (وهي) بَدرو بري وسُوكتات بري، توجد مناطق يعيش فيها عدد قليل من الأمهريين، وهناك مناطق تعيش فيها القبائل المسماة مِدجان، أي الحدادين.

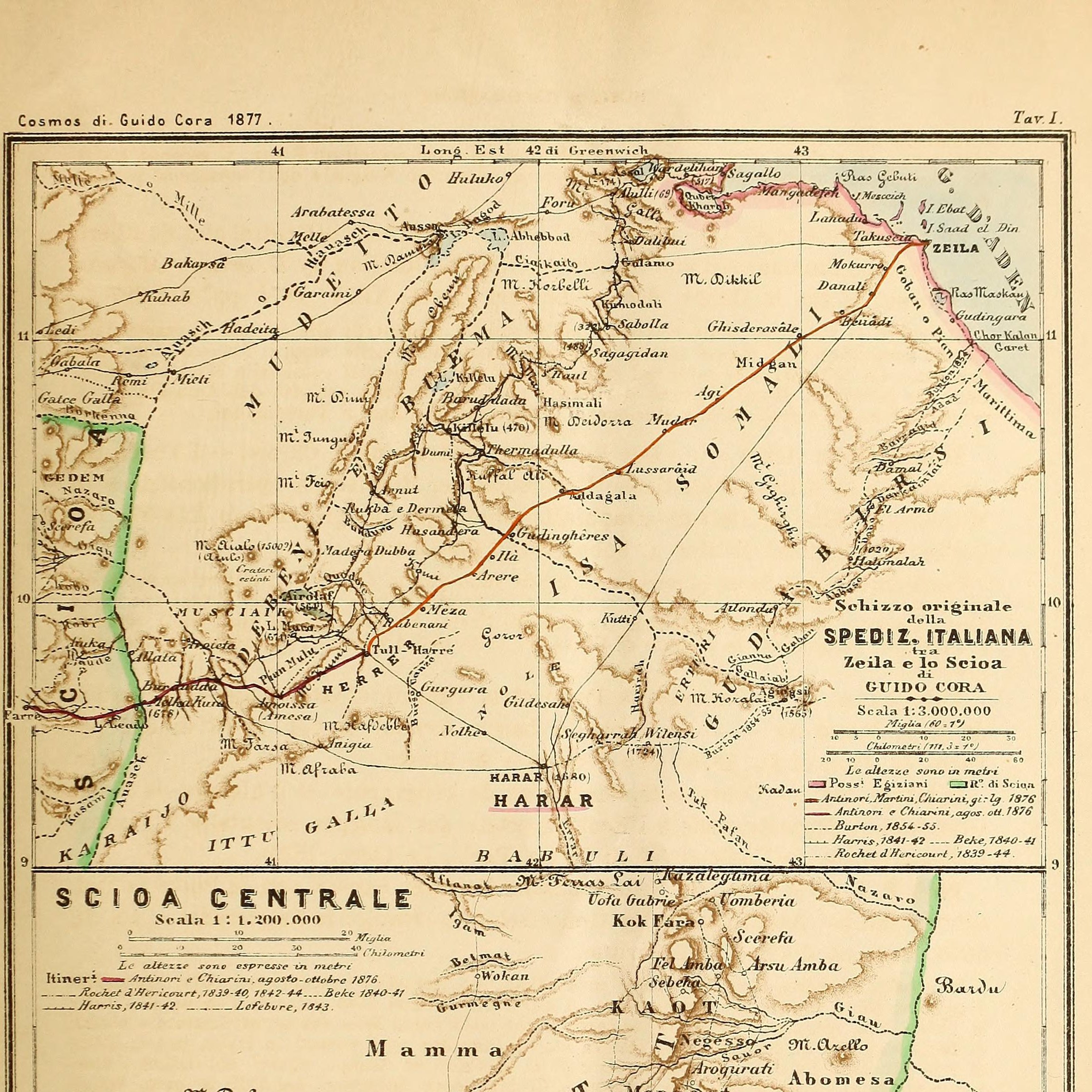
خريطة قديمة توضح طرق التجارة من زيلع إلى هرر وتظهر فيها عشيرة مطِبان

ماديبان في زيلع، وهرر، في المنطقة الصومالية، وولاية عفار (1888) يقول عنها بوليتشكي
في زيلع، وبيا كابوبا، وديالديسي، وهرر، أتيحت لي الفرصة لمراقبة أفراد من قبائل يِبِر، وتومال، ومِدجان على وجه الخصوص، ورغم أنني يجب أن أعترف بأن هناك حاجة إلى مواد أكبر وأوسع نطاقًا لدراسة هذه المسألة مما هو متاح لي في هذا الصدد، إلا أنني يجب أن أعترف مع ذلك بأن ممثلي الأعراق المنبوذة بدوا لي مختلفين تمامًا عن الصوماليين الأصليين، ليس فقط من الناحية الاجتماعية ولكن أيضًا جسديًا.

 يبدو لي أن أفراد مِدجان الذين رأيتهم في ديالديسا، وهو مكان يعيش فيه الصوماليون بسلام إلى جانب الغالا، يشبهون الأخيرين في الشكل والمظهر، ولكنهم يتمتعون بمظاهر أكثر رقة وجمالاً. كما أنني أعتقد أنه يمكنني استنتاج أن أصلهم من غالا من خلال لون البشرة الفاتح الذي أتيحت لي الفرصة لملاحظته على العديد من المِدجان. ومن بين القبائل الصومالية في أوغادين، يقال أن قبيلة مِدجان موجودة بأعداد كبيرة وتمثل عددا صغيرا مقارنة بأعدادهم في الصومال. ومن بين شعب داناكيل على نهر هاواس نجد أيضًا أفرادا من شعب مِدجان وهم هناك صيادون ذوي خبرة.

## التهميش
واجه شعب مطبان، إلى جانب مجموعات أخرى مثل يِبِر، وتومال، وموسى، تهميشًا ممنهجا داخل المجتمع الصومالي منذ فترة طويلة. وكثيراً ما تم استبعاد هذه المجموعات من المفهوم الأوسع لـ"الصومالية"، وكانت عرضة لما يُسمى "هيب سوع" (بالصومالية: Heeb Sooc) ـ وهي عملية تهميش واستبعاد اجتماعي أو "آخرية" تضعهم خارج الحدود الاجتماعية المقبولة. وهذا التهميش متجذر في الأدبيات الثقافية الراسخة والأساطير التي لا أساس لها من الصحة، مما يؤدي إلى تصنيفهم باعتبارهم صوماليين أقل شأناً ومواطنين من الدرجة الثانية.
وقد أثر هذا التهميش الشامل على كل جانب من جوانب حياة المطبان تقريبًا، بدءًا من التفاعلات الاجتماعية وحتى فرص التعليم والتوظيف. وعلى الرغم من التغييرات التي طرأت على المجتمع الصومالي على مر التاريخ، فإن إرث هذه الأحكام المسبقة الراسخة لا يزال يؤثر على المنتسبين للمطِبان وغيرها من المجموعات المماثلة التي تتعرض للتهميش، مما يتركهم يتنقلون في مشهد معقد من الإقصاء والفرص المحدودة.
كان شعب مطبان، إلى جانب يِبِر وتومال، جزءًا من مجموعة ساب تاريخيًا، في حين كان بقية الصوماليين جزءًا من شعب آجي. وكان هذا النظام يعمل بطريقة طبقية، حيث يفصل بين شعب الآجي الرحل وشعب الساب غير الرحل إلى حد كبير. ووفقًا لما ذكره "لِي غونديرسون"، و"دينيس مورفي أودو"، "وريجينالد دي سيلفا"، فإن المطبان (المشار إليهم باسم مِدجان في بعض النصوص) كانوا يُعاملون تقليديًا على أنهم طبقة منخفضة، محتقرون داخل المجتمع الصومالي. وكان المنتسب إلى المطبان، يُعتبر ملوثًا وبالتالي يتم تجنبه باعتباره من المحرمات، مهمشًا ومُميزًا في المجتمع الصومالي.

### تاريخيا
تاريخيا، عملت الثقافة الصومالية على تهميش شعب مطِبان بشكل ممنهج من خلال القوانين العرفية غير المكتوبة المعروفة باسم الـ "حَيْر". ولعبت هذه القوانين دوراً حاسماً في الحفاظ على التسلسل الهرمي الاجتماعي الذي يتخذ من التمييز ضد المطبان منهجية، وكذلك مجموعات عرقية أخرى مثل يِبِر وتومال وموسى. وقنن القانون العرفي "الحير" استبعادهم من المجتمع الصومالي، وحرمهم من التمثيل في المجالس النيابية والسياسية والحقوق الأساسية. وغالبًا ما قوبل زعماء المطبان الذين حاولوا استعادة حقوق مجتمعهم أو البحث عن تمثيل لشعبهم بالعنف، وفي بعض الحالات، قُتلوا.
كما فرض الحير قيودًا صارمة على ما يمكن أن يمتلكه المطِبان، مما حد من قدرتهم على الوصول إلى الأراضي والممتلكات والتعليم وغيرها. وقد فرضت هذه القوانين عليهم سبل عيش حياتية محددة، وقيدت فرصهم وعززت مكانتهم كمواطنين من الدرجة الثانية. وأدت الطبيعة الشاملة لهذه القوانين غير المكتوبة إلى بقاء المطيبان مهمشين وغير قادرين على المشاركة الكاملة في الحياة الاجتماعية أو الاقتصادية أو السياسية للمجتمع الصومالي.

### الثورة
في ظل الإدارة العسكرية الصومالية، عُيّن أفراد من المطبان في مناصب داخل الحكومة لتعزيز التكامل. ومنذ ذلك الحين، حصل المطبان على تمثيل سياسي أوسع. وقد تحسن وضعهم الاجتماعي العام أيضًا مع توسع المراكز الحضرية.

### اتحاد المحاكم الإسلامية
خلال سيطرة اتحاد المحاكم الإسلامية على جنوب الصومال عام 2006 والتي لم تستمر طويلا، أدان الاتحاد التمييز ضد عشائر المطِبان واليبر والبانتو باعتبار ذلك مخالفا للشريعة الإسلامية. وقد صرح أحد أعضاء اتحاد المحاكم الإسلامية، والذي كان ينتسب إلى أحد تلك العشائر، قائلاً: "إن أفضل نظام يمكن أن ينهي التمييز ضدنا هو الإسلام. لا يستطيع أحد أن يأتي إلي ويقول إنني أحتكر الهوية الإسلامية، ولكن يمكن للمرء أن يقول إنك لست من العشيرة X لأن نسبك لا يتوافق مع نظام نسب تلك العشيرة".

### الحاضر
لا يزال شعب مطبان يتعرض للتهميش حتى يومنا هذا، ويتجلى ذلك في عدة أشكال من بينها الاستبعاد من الحصول على موارد البلاد، وانعدام القدرة على الوصول إلى التعليم، والتمييز على نطاق واسع. وغالبًا ما تحظى المناطق التي تقطن فيها عشائر مطبان باهتمام ضئيل من الحكومة ويتم استبعادها من الموارد الأساسية مثل المياه والتعليم.
ومن الأمثلة البارزة على ذلك حي دامي في هرجيسا، الذي تسكنه في الغالب عشيرة جبويي التي تتضمن مطبان، وتُعدّ هذه المنطقة واحدة من أفقر أحياء هرجيسا ولا تحظى إلا بقدر ضئيل من الاهتمام من جانب الحكومة، مما يسلط الضوء على استبعاد المطبان بشكل منهجي من الموارد الحيوية والدعم.
كذلك فالتمثيل السياسي للمطبان لا زال محدودا للغاية. وفي الحكومة الصومالية، يصنف المطبان ضمن المجموعة 0.5، وهو ما يقيد نفوذهم السياسي بمقعدين فقط في البرلمان. يعكس هذا التمثيل الناقص الاستبعاد الأوسع لشعب مطبان من عمليات صنع القرار الرئيسية والسلطة السياسية.

## خلفية تاريخية

### العصور الوسطى

#### المطبان

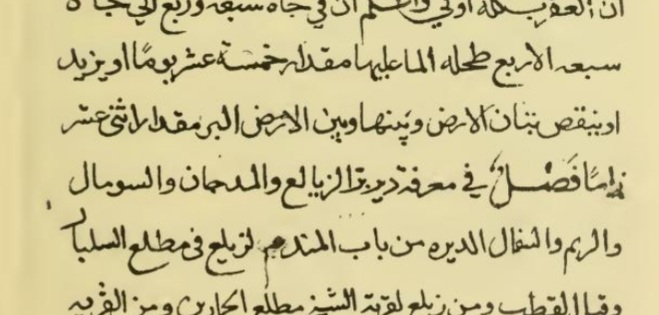
المِدجان، الصوماليين

يعود أول ذكر مسجل لشعب المطبان إلى عام 1435 في ترجمة سليمان لكتابات ابن ماجد وقصائده. في هذا النص، يحدد سليمان المطبان باعتبارهم المِدجان، مؤكداً على تميزهم كأمة منفصلة عن الشعب الصومالي.

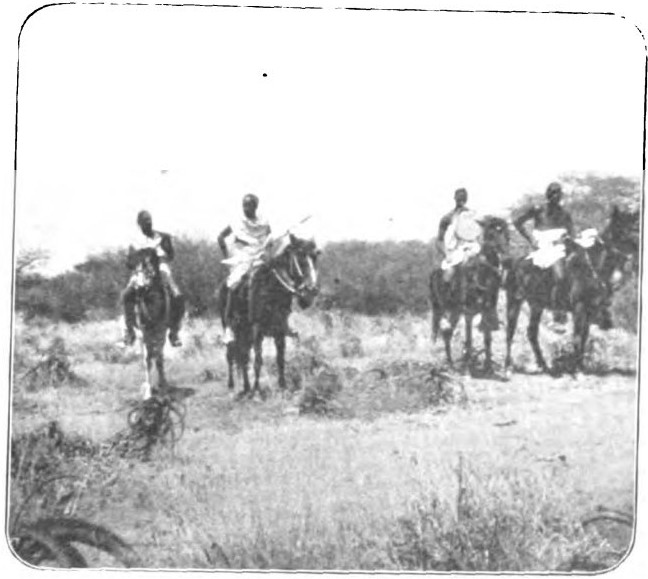
فرسان مطبان

#### بيبالو
بيبالو، المعروفة أيضًا باسم سلطنة مطبان، نشأت كمملكة تاريخية في وقت ما بين القرنين السادس والثامن الميلادي، وازدهرت حتى القرن الرابع عشر في المنطقة الواقعة بين بربرة وزيلع. وعلى مدى هذا التاريخ، تطورت المملكة، فشملت أربع مدن رئيسية وعددًا كبيرًا من البلدات، وأثبتت وجودًا مميزًا في السرد التاريخي.
اشتهر سكان سلطنة بيبالو باعتمادهم على الماشية مثل الإبل والأغنام، حيث استخدموا هذه المواشي في أغراض الغذاء والطهي وغيرها. وامتدت أهمية المملكة إلى ما هو أبعد من الثراء الحيواني، حيث أصبحت مصدرًا بارزًا للسلع الثمينة مثل العنبر، وأنياب الفيلة الكبيرة، وقرون وحيد القرن، التي يتجاوز وزن بعضها عشرة أطنان.
بالإضافة إلى ازدهارها الاقتصادي، تمتعت بيبالو تتمتع بوفرة في إنتاج المر، وصمغ العفص السائل، وأصداف السلاحف السميكة بشكل ملحوظ. وساهم المزيج الفريد من الموارد الطبيعية والحياة البرية المميزة في السلطنة، بما في ذلك "الجمل المراوغ" و"التسو لا" الفريد، في صنع هويتها الثقافية المميزة.
كان من الجوانب البارزة في الممارسات الثقافية المشهورة في سلطنة بيبالو هو خبرة السكان في الصيد. حيث تميز سكان السلطنة بكونهم رماة ماهرين، واستخدموا السهام المسمومة لاصطياد الحيوانات البرية الأصلية ومطاردتها. وأضاف تقليد الصيد هذا بعدًا فريدًا إلى الأهمية التاريخية لبيبالو، مما جعلها لاعبًا بارزًا في الديناميكيات الإقليمية حتى القرن الرابع عشر.

#### سلالة مخزومي
في سنة 629هـ (1231م) وقعت معركة كبرى بين سلطنة المطبان والدولة المخزوميّة في يوم الجمعة من شهر محرم. وقُبض على السلطان عبد الله في جِدايا بعد مرور ما يقرب من عامين. توفي سنة 632هـ (1234م) في الليلة العشرين من شهر رمضان، فكان ذلك بمثابة نهاية الدولة المخزومية

### التاريخ الطبي
شكل المطبان جزءًا لا يتجزأ من قطاع الرعاية الصحية في المجتمع الصومالي لعدة قرون. وتجمع معرفتهم الطبية، التي توارثوها جيلاً بعد جيل، بين المناهج العقلانية والسحرية والدينية. ويُعدُّ هذا المزيج من الممارسات شائعًا في الثقافة الصومالية، حيث يقدم كل من المعالجين التقليديين من قبيلة مطبان، والمعروفين باسم الوَداد، لتقديم الرعاية الطبية.

#### الأدوار الطبية التقليدية
قد يكون الوداد أو "الطبيب" معالجًا تقليديًا يتمتع بمعرفة طبية مكتسبة أو شخصًا عاديًا من قبيلة مطبان. وتُسند الجراحة وعلاج أمراض النساء والتوليد وعلاج أمراض الأطفال في المقام الأول إلى ممارسي الطب التقليدي من المطبان. وتلعب نساء القبيلة، على وجه الخصوص، دورًا حاسمًا في هذه المجالات.

#### نقل المعرفة
تنتقل المعرفة الطبية للمطبان تقليديا من الأب إلى الابن أو من الأم إلى ابنتها. ولا تقتصر هذه المعرفة على دائرة مغلقة؛ بل يمكن أيضًا تعليمها للغرباء مقابل رسوم مادية. وعلى سبيل المثال، في عام 1947، اكتسبت امرأة تدعى نوريا شهرة كبيرة بفضل علاجها بالأعشاب بعد تلقيها تعليمات في رؤيا، مما جذب المرضى من أماكن بعيدة مثل عدن اليمنية وجيبوتي.

#### الممارسات الجراحية
طور جراحو قبيلة مطبان خبرة كبيرة في مختلف المجالات الجراحية. وتشمل أدواتهم المصنوعة من الحديد بمقابض خشبية، السكاكين، والملاقط، والمثاقب، والمقصات. وعلى الرغم من عدم وجود التخدير الحديث وأدواته، إلا أن تقنياتهم الجراحية كانت متقدمة. ويمارسون إيقاف النزيف باستخدام الضمادات الضاغطة، ويستخدمون المر في الجروح، ويستخدمون الأشواك كإبر مع الألياف النباتية للخياطة.
تُعالج الجروح عن طريق إزالة الأجسام الغريبة، واستخدام جذور السنط لوقف النزيف، وتغطية الجروح باللحاء. في حالة لدغات الثعابين، يُوضع رباط على المنطقة القريبة من العضة، ثم يُشق الجرح ويُعبّأُ بالملح. كما تُعالج الحروق بالسكر والزيت، بينما تُثقب الجمجمة لعلاج كسور الجمجمة.

يقةل جورلت في عام 1898:
من بين الصوماليين، يعتبر المِدجان جراحين عمليين يعالجون العظام المكسورة التي تلتئم بسرعة بشكل جيد للغاية

#### رعاية الأم والطفل
تتميز نساء مطبان بتفوقهن في أمراض النساء والتوليد ورعاية الأطفال. ويستخدمن علاجات عشبية مختلفة وتقنيات يدوية لعلاج اضطرابات الدورة الشهرية للنساء والأمراض التناسلية وغيرها من مشاكل الصحة الإنجابية. وعلى سبيل المثال، تُعالج فترات الحيض المفرطة باستخدام صمغ الحبهان والكمادات الساخنة.

#### معرفة السم
يُعتبر شعب المطبان على دراية جيدة باستخدام النباتات والأعشاب السامة. حيث يستخدمون سموم السهام المصنوعة من نباتات مثل Acocanthera schimperi و Adenium somalense للصيد. وتمتد هذه المعرفة إلى التعرف على حالات التسمم لدى البشر والحيوانات ومعالجتها.

## الثقافة

### أف علووي
يتمتع شعب مطبان، شأنهم شأن يبر بلهجة مميزة تميزهم عن اللغة الصومالية السائدة. وصنف علماء اللغة الغربيون في أوائل القرن العشرين هذه اللهجة باعتبارها شكلاً فريداً من أشكال اللغة الصومالية. ومن الجدير بالذكر أن لهجتي مطبان ويبر تشتركان في عدد كبير من الكلمات، مما يعكس علاقة لغوية وثيقة بين هاتين المجموعتين.
وثّق إنريكو سيرولي لغة مجتمع هارلا، المعروفة باسم أف هارلاد (بالصومالية: Af Harlaad)، والتي كانت تشبه اللهجات التي يتحدث بها المطبان واليبر. ويؤكد هذا التشابه اللغوي على الروابط التاريخية العميقة والتبادلات الثقافية بين هذه المجتمعات المهمشة.
قدم الضابط البريطاني جيه دبليو سي كيرك، الذي نشط في الصومال البريطاني، وصفًا تفصيليًا للهجة المطبان في كتابه قواعد اللغة الصومالية عام 1905. وأشار كيرك إلى أن لهجتي مطبان ويبر تختلفان بشكل كبير عن اللغة الصومالية السائدة، وهو التمييز الذي يهدف إلى الحفاظ على السرية وحماية استقلالية هذه المجموعات. ووفقًا للضابط كيرك، فإن سرية لهجاتهم كان أمرًا بالغ الأهمية في منع الطبقة الحاكمة من ممارسة الهيمنة الكاملة على العشائر الخاضعة ومعرفة أسرارهم.
وأكد الضابط البريطاني كيرك في كتابه مرارا وتكرارا على أهمية الحفاظ على هذه السرِّية، كما حث القراء على عدم الكشف عن تفاصيل لهجة مطبان لأي صومالي ليس من أصل يِبر أو مطبان. وقد ردد عالم اللغويات الألماني أدولف فالتر شلايشر هذا الرأي في كتابه قواعد اللغة الصومالية الصادر عام 1892، مسلطًا الضوء على الحاجة المستمرة للحفاظ على سرية هذه الأشكال اللغوية الفريدة.
وفي الآونة الأخيرة، لاحظ عالم اللغويات روجر بلينش، مقتبسا من كتاب الضابط البريطاني كيرك، أن لهجات المطبان واليبر تختلف اختلافًا كبيرًا في المعجم عن الصومالية القياسية. ورغم ذلك، فإنه لا يزال من غير الواضح ما إذا كان هذا الاختلاف يرجع إلى شفرة لغوية مميزة أو ما إذا كان يمثل لغات منفصلة تمامًا.

## شخصيات بارزة
- مريم مرسل – مغنية صومالية.
- محمد سليمان تبيع [الإنجليزية] - مغني وكاتب أغاني صومالي.
- بشير محمد جامع – سياسي، قائد مصلحة السجون الصومالية السابق ووزير الأسرة حالية.

## المجموعات
- جذور الصومال المتحدة : تأسست عام 1991، تمثل الجماعات الصومالية الأصلية، ومنظمة اللاعنف[40]
- كانت غارهيي، تاسع أكبر قسم إداري من الأقسام الإدارية التأسيسية الحادية عشر للدراويش؛ وكانت في مطيبان حصريًا.[41]

### فهرس
- حسن علي جامع، من يهتم بالصومال ، (دار هانز شيلر: 2005)
- آي إم لويس، الديمقراطية الرعوية ، (دار نشر جيمس كوري: 1999)

## روابط خارجية
- Andrzejewski، B.W.؛ Lewis، I.M.؛ O'Fahey، R.S. (1994). "New Arabic Documents from Somalia". Sudanic Africa. ج. 5: 39–56. JSTOR:25653242.
- Sanchez، Juan J.؛ Hallenberg، Charlotte؛ Børsting، Claus؛ Hernandez، Alexis؛ Morling، Niels (يوليو 2005). "High frequencies of Y chromosome lineages characterized by E3b1, DYS19-11, DYS392-12 in Somali males". European Journal of Human Genetics. ج. 13 ع. 7: 856–866. DOI:10.1038/sj.ejhg.5201390. PMID:15756297. S2CID:2056193.